# Боллыбуя
Боллыбуя — река в России, течёт через Сармановский район Татарстана. Устье реки находится на 6-м км по правому берегу реки Рангазарка. Длина реки — 11 км, площадь водосборного бассейна — 35 км².
Начинается Боллыбуя в одноимённой балке к югу от села Рангазар. На всём протяжении течёт преимущественно на северо-восток. На реке устроено несколько запруд. Впадает в Рангазарку у деревни Бал-Тамак.

## Данные водного реестра
По данным государственного водного реестра России относится к Камскому бассейновому округу, водохозяйственный участок реки — Ик от истока и до устья, речной подбассейн реки — бассейны притоков Камы до впадения Белой. Речной бассейн реки — Кама.
Код объекта в государственном водном реестре — 10010101312111100028725.